# Savanes
Savanes (fr.: District des Savanes) – największy z czternastu dystryktów Wybrzeża Kości Słoniowej, położony w północnej części kraju, przy granicy z Mali i Burkiną Faso. Stolicą dystryktu jest Korhogo.

## Podział administracyjny
Dystrykt Savanes dzieli się na 3 regiony:
- Region Bagoué (stolica w Boundiali)
  - Departament Boundiali
  - Departament Kouto
  - Departament Tengréla
- Region Poro (stolica w Korhogo)
  - Departament Dikodougou
  - Departament Korhogo
  - Departament M'Bengué
  - Departament Sinématiali
- Region Tchologo (stolica w Ferkessédougou)
  - Departament Ferkessédougou
  - Departament Kong
  - Departament Ouangolodougou

Źródła.